# كرايغ هيل (لاعب كرة قدم)
كرايغ هيل (بالإنجليزية: Craig Hill)‏ (27 ديسمبر 1987 بسان أنطونيو في الولايات المتحدة - ) هو لاعب كرة قدم أمريكي في مركز حراسة المرمى. لعب مع نادي أتليتيكو ريفير بليت بورتو ريكو وKultsu FC ‏ وسان أنتونيو سكوربيونز وKotkan Työväen Palloilijat ‏ وAustin Aztex U23 ‏.

## وصلات خارجية
- كرايغ هيل على موقع قاعدة بيانات كرة القدم.إي يو (الإنجليزية)
- كرايغ هيل على موقع Soccerway.com (الإنجليزية)
- كرايغ هيل على موقع عالم كرة القدم.نت (الإنجليزية)